# John Frank Adams
John Frank Adams, britanski matematik, * 5. november 1930, Woolwich, London, Anglija, † 7. januar 1989, Brampton, Anglija.